# College Park-U of Md (stanice metra ve Washingtonu)
College Park-U of Md je stanice Washingtonského metra.
Stanice se nachází na zelené lince, ve městě College Park v okresu Prince George's County ve státě Maryland, je druhá od severního konce trasy. V jejím názvu je kromě jména města také i jméno nedaleké univerzity – University of Maryland (Marylandská univerzita). Stanice byla vybudována jako povrchová s jedním ostrovním nástupištěm. Veřejnosti slouží od 11. prosince 1993. Nedaleko stanice se nachází i nádraží příměstské železnice.